# Heini O. Heinesen
Heini Oyolvur Heinesen (født 6. august 1938 i Kunoy, død 13. august 2018) var en færøsk politiker (T).
Han var sømand 1954–1955 og kom derefter i snedkerlære i Klaksvík frem til 1959. Heinesen var selvstændig bygmester 1967–1977 og vejchef i det færøske vejvæsen, Landsverkfrøðingurin, 1978–1988.
Heinesen var medlem af kommunalbestyrelsen i Kunoy siden 1977 og var også medlem i årene 1962–1970. Han var borgmester i kommunen 1977–2008 og viceborgermester 2009–2012 og fungerede som borgmester, efter at John Damberg flyttede til Danmark i oktober 2012. Som lokalpolitiker var han også formand for Føroya Kommunufelag 1983–1985. Fra 1. januar 2013 var Heinesen igen borgermester i Kunoy og vil være verdens ældste i et sådan hverv, hvis han bliver siddende valgperioden ud.
I partiet var Heinesen bestyrelsesmedlem 1978–1981 og formand 1981–1984 i vælgerforeningen Norðoya tjóðveldisfelag, medlem af hovedbestyrelsen 1981–1984, medlem af lokaludvalget 1990–1994, medlem af arbejdsudvalget i en årrække fra 1994, partiformand 1994–2000 samt parlamentarisk leder 1994–2004. Han var tilvalgt i Lagtinget for Norðoyar 1984–2004 og 2008–2011 og sad som udvalgsformand i flere perioder.